# Röda floden
Röda floden (vietnamesiska Sông Hồng eller Hồng Hà; kinesiska: 红河 eller 元江, Hónghé eller Yuán Jiāng; franska: Fleuve Rouge) är en asiatisk flod. Den har sina källor i Kina och rinner via Vietnam ut i Sydkinesiska sjön. Floden är 1 200 kilometer lång och är den största floden i norra delen av Vietnam.

## Flodens lopp

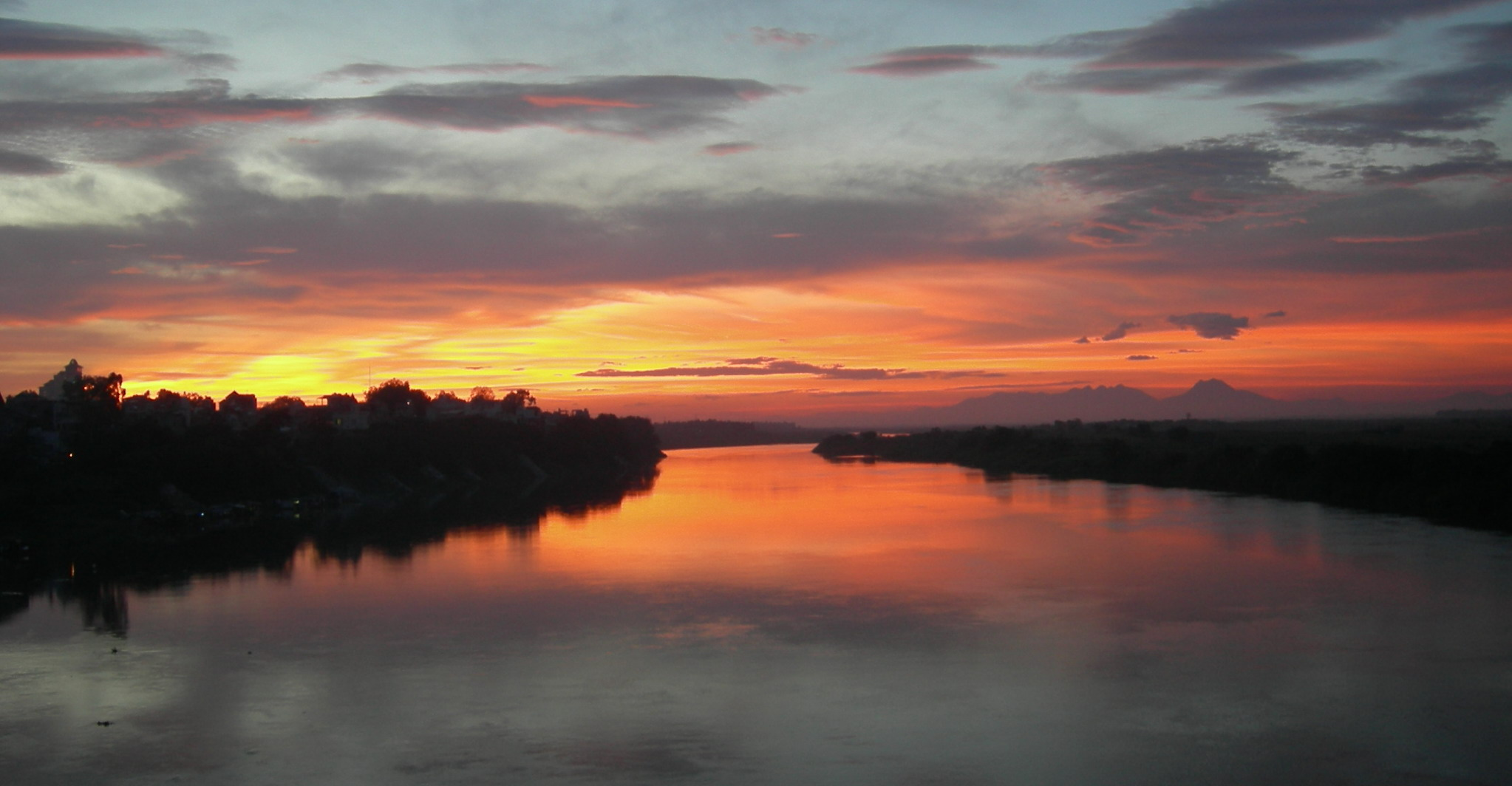
Solnedgång över Röda floden – vy från Long Bien-bron i Hanoi.

Floden har sin källa i Yunnan-provinsen i Kina, på 1 776 meters höjd över havet. Flera biflöden går upp i floden, varav Svarta floden är den viktigaste. Från källområdena flyter floden mest i sydöstlig riktning, och den bildar under en sträcka gräns mellan Kina och Vietnam. Därefter rinner den genom den centrala delen av nordligaste Vietnam (före detta Nordvietnam). Successivt vidgas floddalen, och innan utloppet i Tonkinbukten bildar den först en bred slätt och slutligen ett deltaområde. Själva deltat är på 120 km².
På sin väg genom Vietnam passerar Röda floden huvudstaden Hanoi. För att undvika översvämningar skyddas flodens omgivande områden av vallar. Kraftverket i bifloden Svarta floden (färdigställt 1988) har genom sin damm också bidragit till att minska följderna av de tidigare ofta allvarliga översvämningarna i deltat.
Totalt omges Röda floden av ett 145 000 (ibland nämns siffran 80 000) kvadratkilometer stort avrinningsområde. Vid mynningen i Sydkinesiska havet har floden en medelvattenföring på 4 000 kubikmeter.

## Användning och historik
Röda flodens stora och bördiga delta är ett viktigt område för risproduktion. En tredjedel av Vietnams befolkning bor vid eller nära flodslätten.
På 1800-talet sågs Röda floden som en möjlig väg till den lukrativa marknaden i Kina. Tillåtelse för europeiska makter att bedriva handel på floden orsakade krig mellan Frankrike och Vietnam.
Röda floden fortsatte som en viktig handelsväg mellan Franska Indokina och Yunnan fram till 1910 års öppnande av järnvägen mellan Kunming och Hai Phong. Genom floden var den avlägsna inlandsstaden Kunming under 1800-talet lättast att nå just via Haiphong och Röda floden. Den dåtida restiden mellan de båda orterna tog dock drygt två veckor med ångbåt och därefter byte till mindre båt och sista vägen på landbacken.
Namnet Röda floden kommer av att floden färgas röd av järnhaltigt slam i bergstrakterna.